# 西東京バス楢原営業所

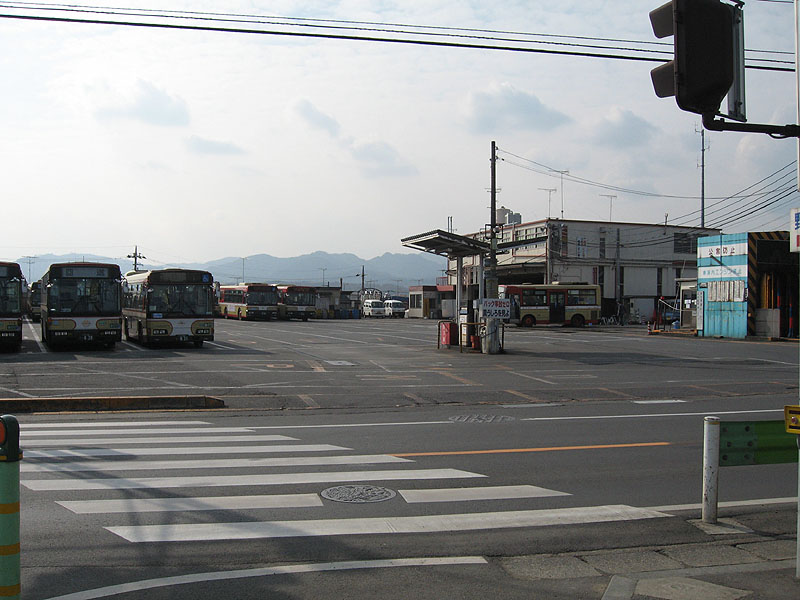
改築前の西東京バス楢原営業所（2007年）

西東京バス楢原営業所（にしとうきょうバスならはらえいぎょうしょ）は、東京都八王子市楢原町に位置する西東京バスの営業所。社番の営業所記号はA。本項では、八王子市戸吹町にある楢原営業所中野学園車庫（なかのがくえんしゃこ）についても記述する。

## 概要
八王子駅と武蔵五日市駅を結ぶ秋川街道沿いに位置する。
恩方営業所とともに八王子地区を担当する営業所で、京王八王子駅・JR八王子駅発着路線を中心に、八王子市東部と日野市・あきる野市・昭島市・福生市の一部を運行エリアとする。恩方営業所は主に八王子市西部を運行エリアとして分担している。

### 沿革
- 1971年（昭和46年）5月31日 - 八王子地区で2番目の営業所として楢原営業所が開設[2]。八王子営業所と共に八王子駅周辺の路線を担当。
- 1982年（昭和57年） - ボンネットバス「夕やけこやけ号」運行開始[2]。
- 1988年（昭和63年）9月26日 - ボンネットバス「あきがわ号」運行開始[2]。
- 1992年（平成4年）4月6日 - 八王子営業所を廃止し、恩方営業所を開設[2]。
- 1994年（平成6年）9月1日 - 中野学園車庫を開設[2]。
- 2000年（平成12年）4月1日 - 青梅営業所から左40（拝島駅 - 西武滝山台 - 八王子駅）が移管される（のちに系統番号を左02へ変更、2009年4月1日廃止）。
- 2005年（平成17年）9月1日 - 八王子市内の「3住宅」（横川町、泉町、松枝の3住宅）を中心に路線再編を実施、従来の5路線を統廃合して2路線とする。
- 2007年（平成19年）9月30日 - はちバスを除くた当営業所の全路線でPASMOを導入。
- 2008年（平成20年）
  - 4月1日 - 創価大学・杏林大学・純心女子学園方面の路線の再編を実施。
  - 9月1日 - 大規模ダイヤ改正を実施。当営業所の大多数の路線で系統番号の変更を実施、漢字部分を従来の起終点の頭文字から、経由地から採った文字に改める[3][リンク切れ]。
- 2009年（平成21年）
  - 営業所社屋の改築が完了。
  - 4月1日 - 青梅営業所から拝島駅 - 杏林大学間の3路線が移管される。
- 2016年（平成28年）3月26日 - 杏林大学八王子キャンパスの移転や拝島駅前ロータリー開設に伴う大規模ダイヤ改正を実施[4]などに伴い、杏林大学系統の廃止や戸吹・サマーランド方面の路線再編成が行われる[5]。
- 2021年（令和3年）9月21日 - 楢原営業所の一般路線として「八王子市中心市街地循環バス」の実証運行を開始[6][7]。
- 2024年（令和6年）10月1日 - ダイヤ改正を実施、ひ06を国道16号経由に統一して経路変更。これに伴い3停留所を廃止[8][9]。

## 現行路線

### 八王子駅 - 宇津木台方面
- 大02：八王子駅北口 - 京王八王子駅 - 明神町 - 大和田 - 北八王子駅入口 - 東海大学八王子病院 - 石川中央道下 - 石川町会館前 - 石川 - 宇津木台
- 大03：八王子駅北口 - 京王八王子駅 - 明神町 - 大和田 - 北八王子駅入口 - 東海大学八王子病院
- 大05：大和田団地 → 大和田坂下 → 大和田 → 明神町 → 京王八王子駅 → 八王子駅北口（土曜・休日運休）
- バ01：京王八王子駅 - 八王子駅北口 - 八王子郵便局 - 大和田小学校 - バイパス大谷 - 宇津木 - 石川 - 宇津木台
- バ01：京王八王子駅 - 八王子駅北口 - 八王子郵便局 - 大和田小学校 - バイパス大谷 - 宇津木 - 石川 - 宇津木台（深夜バス）（土曜・休日運休）

八王子駅から東海大学病院・宇津木台方面へ向かう路線群で、日中時間帯は大02・03が毎時2便ずつ（大03は平日のみ）、バイパス経由のバ01が毎時3便程度が確保されている。東海大学病院経由とバイパス経由では、八王子駅周辺の周回順が異なるので注意が必要である。深夜バスはバ01が宇津木台方向に2便、八王子駅方向に1便が設定されている。大05は大和田団地から甲州街道経由で八王子駅へ向かう片道運行の路線で、平日早朝のみ運行される通勤路線である。以前は大和田団地方向も運行されていたが、短距離にも関わらず国道20号（甲州街道）などの渋滞による遅延が影響して廃止された。
2024年10月1日のダイヤ改正で、土曜・休日の大03の運行が廃止され、平日のみの運行になっていたが、2025年4月1日改正で朝1往復に限り土曜・休日の運行が復活した。

### 八王子駅 - 東海大学病院 - 日野駅方面
- 大11：八王子駅北口 - 京王八王子駅 - 明神町 - 大和田 - 北八王子駅入口 - 東海大学八王子病院 - 石川中央道下 - 小宮駅入口 - 栄町五丁目北 - 東光寺団地入口 - 東光寺駐在 - 日野駅

2009年（平成21年）4月1日に新設された東海大学病院経由で日野駅へ向かう路線である。平日朝が毎時2本程度、それ以外は毎時1本程度運行される。多摩大橋や青梅線側のアンダーパス工事が完了したことにより東京都道169号淵上日野線の慢性的な渋滞が緩和されたため、小宮駅付近を経由した当路線の開設に至ったもので、1999年（平成11年）11月18日に廃止された立川バスの立84（立川駅 - 国学院大学）廃止から約10年ぶりに小宮駅付近を通る路線が復活した。日野駅から東海大学病院へのアクセスも誕生したが、日野駅の停留所は駅前ロータリーではなく駅前通り沿いに位置するため注意が必要である。深夜バスが平日の日野駅方向にのみ1本設定されていたが、2025年4月1日改正で廃止された。

### 八王子駅 - みつい台・創価大学・純心女子学園方面

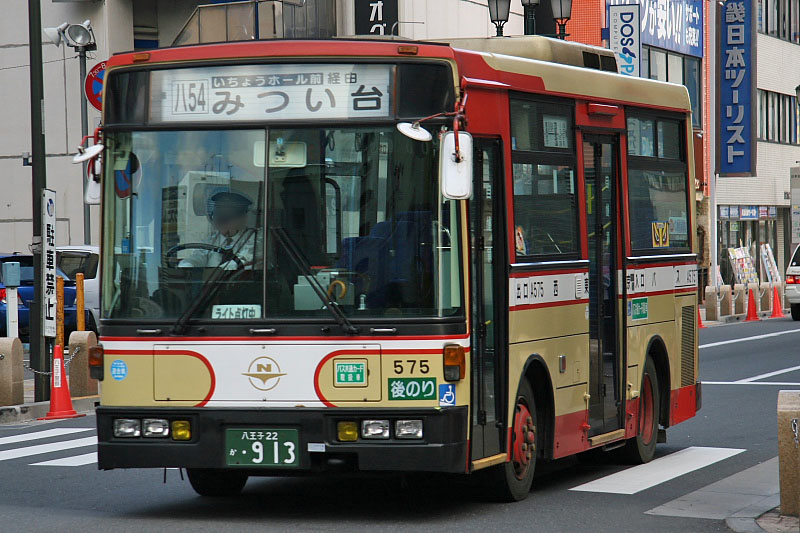
いちょうホール経由みつい台行き (A575)

- 16号01：京王八王子駅 - 八王子駅北口 - 八日町四丁目 - 川口川橋 - 谷野町 - 創価大正門東京富士美術館
- 16号04：京王八王子駅 → 八王子駅北口 → 八日町四丁目 → 川口川橋 → 馬場谷戸 → みつい台 → 谷野町 → 創価大正門東京富士美術館 → 純心女子学園 → 滝山城址下 → 下戸吹・杏林大学入口 → 戸吹
- 16号06：京王八王子駅 → 八王子駅北口 → 八日町四丁目 → 川口川橋 → 馬場谷戸 → みつい台 → 谷野町 → 創価大正門東京富士美術館 → 創価大学栄光門 → 馬場谷戸 → 川口川橋 → 八日町四丁目 → 八王子駅北口 → 京王八王子駅（創価大学循環）
- 16号11：京王八王子駅 - 八王子駅北口 - 八日町四丁目 - 川口川橋 - 馬場谷戸 - みつい台
- 左01：京王八王子駅 - 八王子駅北口 - 八日町四丁目 - 川口川橋 - 馬場谷戸 - 左入 - 純心女子学園
- 左03：京王八王子駅 - 八王子駅北口 - 八日町四丁目 - 川口川橋 - 馬場谷戸 - 左入 - 純心女子学園 - 滝山城址下 - 下戸吹・杏林大学入口 - 戸吹（土曜・休日運休）
- い11：京王八王子駅 - 八王子駅北口 - いちょうホール前 - 川口川橋 - 馬場谷戸 - みつい台
- ひ02：京王八王子駅 - 八王子駅北口 - 八王子郵便局 -（ひよどり山トンネル）- 谷野町 - 創価大正門東京富士美術館
- ひ04：京王八王子駅 → 八王子駅北口 → 八王子郵便局 →（ひよどり山トンネル）→ 谷野町 → 創価大正門東京富士美術館 → 創価大学創大門 → 創価大学栄光門 → 谷野町 →（ひよどり山トンネル）→ 八王子郵便局 → 八王子駅北口 → 京王八王子駅（創価大学循環）
- 美49：楢原町 - 新清水橋 - 創価大正門東京富士美術館
- 直通：八王子駅北口 -（ひよどり山トンネル）- 創価大正門東京富士美術館（休校日運休）
- 直通：八王子駅北口 -（ひよどり山トンネル）- 創価大学構内
- 急行：八王子駅北口 →（ひよどり山トンネル）→ 創価大正門東京富士美術館 → 創価大学創大門 → 創価大学栄光門（休校日運休）

八王子駅からみつい台・創価大学方面へ向かう路線群で、国道16号経由（16号）・いちょうホール経由（い）・ひよどり山トンネル経由（ひ）の各系統からなる。本数が少ないのは戸吹発着で16号04は夜間のみ、左03は平日早朝のみ設定されている。反対に中心となるのは16号06と左01で、2016年（平成28年）3月の杏林大学八王子キャンパスの移転によって杏林大学発着路線が全廃となり、全ての路線が戸吹または純心女子学園発着へ変更された。16号01は新設当初に八王子駅方向のみ設定されていたが、2021年（令和3年）9月21日のダイヤ改正で創価大学方面も設定され、現在では両方向が運行される。いちょうホール経由便は2022年4月1日のダイヤ改正で1日1往復、2024年10月1日のダイヤ改正で平日1往復のみの運行に減便された。いちょうホール付近が狭隘道路のために中型車による限定運行となっている。
直通系統および急行系統は八王子駅と創価大学を直通で結ぶ路線だが、休校日は運休となり、創価大学構内発着系統は大学祭などのイベント開催時のみ設定される臨時系統である。

### 八王子駅 - ひよどり山トンネル - 戸吹方面
- ひ01：京王八王子駅 - 八王子駅北口 - 八王子郵便局 -（ひよどり山トンネル）- 道の駅八王子滝山入口 - 純心女子学園 - 滝山城址下 - 戸吹
- ひ03：京王八王子駅 - 八王子駅北口 - 八王子郵便局 -（ひよどり山トンネル）- 道の駅八王子滝山入口 - 純心女子学園 - 滝山城址下 - 戸吹 - サマーランド（平日運休）
- ひ06：京王八王子駅 - 八王子駅北口 - 八王子郵便局 -（ひよどり山トンネル）- 道の駅八王子滝山入口 - 左入 - 西武滝山台 - 拝島大師 - 拝島会館 - 啓明学園 - 小荷田 - 拝島駅（五日市営業所と共管）
- ひ08：京王八王子駅 - 八王子駅北口 - 八王子郵便局 -（ひよどり山トンネル）- 道の駅八王子滝山入口 - 純心女子学園 - 滝山城址下 - 戸吹 - 戸吹スポーツ公園入口
- 秋63：楢原町 - 戸吹スポーツ公園入口
- 直通：京王八王子駅 - 八王子駅北口 -（ひよどり山トンネル）- サマーランド
- 急行：京王八王子駅 - 八王子駅北口 -（ひよどり山トンネル）- 純心女子学園（休校日運休）

全便がひよどり山トンネルを経由する路線群で、中心となるのは八王子駅 - 戸吹間である。上記路線の他に、五日市営業所が担当のひ07（京王八王子駅 - 八王子駅北口 - 戸吹 - 秋川駅）も毎時1便が設定されている。サマーランド発着のひ03は土曜・休日の午前にサマーランド方向が、午後に八王子駅方向が運行される行楽路線である。2013年（平成25年）4月1日にひ01の一部が秋川駅発着へ延伸されたが、現在は戸吹発着へ短縮されている。2015年（平成27年）にはひ08が新設されたほか、2012年（平成24年）に新設されたひ06は本数こそ早朝に数便のみだが、八王子駅 - 拝島駅間を結ぶ路線が復活したこととなった。
秋63はひ08の出入庫を営業運転化したもので、2016年（平成28年）以降は楢原営業所の出入庫回送を営業運転化した路線が相次いで開設されている。
2024年10月1日の改正で、ひ06を国道16号経由へ統一、昭島市道の「第三小学校」「多摩工業高校」停留所、国道16号線の「松原」停留所を廃止。

### 八王子駅 - 中野団地方面
- 暁21：京王八王子駅 - 八王子駅北口 - 八王子郵便局 - 暁橋 - 中野山王 - 遺跡公園 - 中野団地
- 16号21：中野団地 → 中野山王 → 川口川橋 → サイエンスドーム →（直行・途中無停車）→ 八王子駅北口 → 京王八王子駅

中野団地へ向かう路線は国道16号から大和田暁通りを経由する路線で、かつては小型車や中型車による運行が中心だったが、2022年（令和4年）現在は大型車による運行へ変更されている。16号21は平日早朝のみ片道運行の北大通り経由で、サイエンスドームから八王子駅までは途中無停車である。2022年（令和4年）9月12日は中野団地と西八王子駅を結ぶ市04が新設された（後述）。

### 八王子駅 - 楢原町 - 上川霊園方面
- 秋01（旧：八21）：京王八王子駅 - 八王子駅北口 - 八日町四丁目 - 織物組合前 - 本郷横丁 - 東楢原 - 楢原町
- 秋02（旧：八22）：京王八王子駅 - 八王子駅北口 - 八日町四丁目 - 織物組合前 - 本郷横丁 - 東楢原 - 楢原町 - 桜株 - 川口小学校（五日市営業所と共管）
- 秋03（旧：八23）：京王八王子駅 - 八王子駅北口 - 八日町四丁目 - 織物組合前 - 本郷横丁 - 東楢原 - 楢原町 - 桜株 - 川口小学校 - 圏央道上川橋 - 田守神社前 - 上川霊園（五日市営業所と共管）

八王子駅から楢原町方面へ向かう路線群で、ほぼ全線で東京都道32号八王子五日市線（秋川街道）を経由する。平日早朝の楢原町 - 京王八王子駅間は4分に1便の高頻度で運行されるほか、甲州街道の停留所は全て通過するレーン内急行も運行される。2008年（平成20年）の系統番号変更によって秋01・02は青梅営業所の秋01・02と重複していたが、2022年（令和4年）に青梅担当路線が系統番号を再変更したことで解消された。なお、両者での経路の重複は起終点を含めて全くない。

### 八王子駅 - 工学院大学方面
- 工01：京王八王子駅 - 八王子駅北口 - 八日町四丁目 - 織物組合前 - 本郷横丁 - 東楢原 - 新清水橋 - 工学院大学西 - 工学院大学犬目校舎 - 犬目 - 楢原町
- 工02：工学院大学 → 東楢原 → 本郷横丁 → 織物組合前 → 八日町四丁目 → 八王子駅北口 → 京王八王子駅
- 直通：八王子駅北口 →（ひよどり山トンネル）→ 工学院大学（恩方営業所と共管）
- 直通：工学院大学 →（ひよどり山トンネル）→ 八王子駅北口 → 京王八王子駅

東楢原までは前述の秋01～03と同一経路で運行し、東楢原から犬目経由で運行される。工02は、現在の「工学院大学西」の楢原町方向の停留所前にあった工学院大学折返場の開設当初からの歴史ある路線で、かすみ学園通りの新清水橋 - 東楢原間が開通するまでは現在の「はちバス北部ルート」と同様に清水橋住宅（現・西中野団地）を経由して運行していた。一時期は運休していたが、2022年（令和4年）4月1日に八王子駅方向のみ復活した。直通便はひよどり山トンネル経由での最短経路で運行され、上りの八王子駅方向のみ京王八王子駅まで運行する。

### 日野駅 - 宇津木台方面
- 日21：日野駅 - 栄町四丁目 - 小宮町東 - 小宮町 - 宇津木台中央 - 宇津木台
- 日21：日野駅 - 栄町四丁目 - 小宮町東 - 小宮町 - 宇津木台中央 - 宇津木台（深夜バス）（土曜・休日運休）

日野駅から西部の宇津木台へ向かう短距離路線で、小宮町付近で前述の大11（八王子駅 - 東海大学八王子病院 - 日野駅）と経路が重複するが、日野駅 - 小宮町東間は大11と経路が異なる。日野駅では駅前ロータリーより発車するほか、深夜バスが平日のみ両方向に設定されている。

### 西八王子駅 - 八王子市役所方面
- 市02：西八王子駅 - 日吉八王子神社入口 - 市役所南 - 八王子市役所 - 鶴巻橋 - 西中野三丁目 - 東楢原 - 楢原町
- 市03：西八王子駅 - 日吉八王子神社入口 - 市役所南 - 八王子市役所 - 鶴巻橋 - 西中野三丁目 - 東楢原 - 楢原町 - 桜株 - 川口小学校
- 市04：西八王子駅 - 日吉八王子神社入口 - 市役所南 - 八王子市役所 - 鶴巻橋 - 中野さつき公園 - 遺跡公園 - 中野団地

西八王子駅から八王子市役所方面へ向かう路線群で、2006年（平成18年）9月1日の八26（京王八王子駅 - 八王子駅 - 八王子市役所 - 楢原町）廃止後は、はちバス以外では八王子市役所を経由する唯一の路線群である。市03は2011年（平成23年）4月1日に西八王子駅方向のみ新設されたが、翌年には川口小学校方向の運行が開始された。
2022年（令和4年）9月12日に市04が新設された。西八王子駅 - 鶴巻橋間が市02・03と、中野北小 - 中野団地間が前述の暁21とそれぞれ同一経路となり、大型車で運行される。なお、以前から中型車で運行されていた市02・03についても同日のダイヤ改正で大型車での運行に統一された。

### 拝島駅 - 工学院大学・純心女子学園方面
- 高月01（旧・拝22）：拝島駅 - 小川 - 高月 - 滝山城址下 - 純心女子学園 - 創価大正門東京富士美術館 - 谷野町 -  下戸吹・杏林大学入口 - 戸吹（土曜・休日運休）
- 高月02：拝島駅 - 小川 - 高月 - 滝山城址下 - 純心女子学園
- 高月03：拝島駅 - 小川 - 高月 - 滝山城址下 - 純心女子学園 - 創価大正門東京富士美術館 - 工学院大学

拝島駅から滝山街道を経由して純心女子学園方面へ向かう路線群で、2009年（平成21年）4月1日に青梅営業所から移管され、同時に系統番号が変更された。2014年（平成26年）4月1日には左05（拝島駅 - 左入 - 純心女子学園）の経由地を高月へ変更する形で高月02が新設された。以前は杏林大学発着だったが、2016年（平成28年）3月の杏林大学八王子キャンパス移転によって純心女子学園発着へ変更され、高月03が新設されたが、同時に高月01が杏林大学の移転によって行先を戸吹へ変更となり、雨01（拝島駅 - 雨間 - 戸吹 - 杏林大学）は廃止された。現在の中心となるのも高月03で、高月01は平日早朝に1往復が運行されるのみである。
2020年（令和2年）3月28日のダイヤ改正で、高月03の一部が青梅営業所へ再移管されて共管していたが、2021年（令和3年）9月21日のダイヤ改正で青梅営業所が再度撤退したため、現在は全便を当営業所が単独で担当している。

### 八王子市中心市街地循環バス
- 京王八王子駅 → 八王子駅北口 → 三崎町（ダイニング酒場EBISUYA前） → 寺町北 → 南町 → みずき通り → いちょうホール北 → 妙薬寺 → 元横山町一丁目 → 沢淵 → 第五中学校前 → 明神町 → 京王八王子駅 → 八王子駅北口（土休日朝1本のみ）
- 京王八王子駅 → 八王子駅北口 → 三崎町（ダイニング酒場EBISUYA前） → 寺町北 → 南町 → みずき通り → いちょうホール北 → 妙薬寺 → 元横山町一丁目 → 浅川大橋南 → 桑並木通り → 八王子駅北口 → 京王八王子駅

2021年（令和3年）9月21日に「八王子市中心市街地循環バス」として実証運行が開始された。新型コロナウイルス感染症の影響で路線バスの利用者が減少する中で、「新たなる挑戦として新路線を開設」したもので、同社の一般路線としては9年ぶりの新規路線開設となった。京王八王子駅・八王子駅北口・明神町を除く各停留所は新規の停留所で、全く新しい路線となった。ただし「南町」は京王電鉄バス八王子営業所と共用している。運行本数は当初全日42便で運行時間は8時台から19時台までで、運行間隔は15～30分程度で一周を約25分程度で循環していた。
運賃は西東京バスの一般路線で唯一となる「均一運賃（当初は大人180円、現在は大人200円。後乗り前降り後払い）」を採用し、西東京バスの金額式IC定期券や東京都シルバーパスも利用可能である。
2025年4月1日のダイヤ改正で運行形態・本数の見直しが行われ、桑並木通りを経由するルートが平日21便・土休日20便、設定されたほか、明神町を経由する従来のルートは土休日1便のみとなった。

### 八王子市コミュニティバス「はちバス」
八王子市のコミュニティバス「はちバス」を受託運行している。

## 廃止・休止・移管路線
停留所表記は廃止・休止・移管当時のままとする。
- 八12：京王八王子駅 - 八王子駅北口 - 追分 - 四谷 - 松枝住宅
- 八25：京王八王子駅 - 八王子駅北口 - 本郷横丁 - 横川町住宅

八王子市内に点在する「三住宅」路線の再編によって2005年（平成17年）9月1日に両系統とも廃止された。現在は八12が「陣11」、八25が「市12」に系統番号を変更し、恩方営業所の担当路線として復活している。
- 八26：京王八王子駅 - 八王子駅北口 - 保健センター - 八王子市役所 - 神社前 - 楢原町

八王子駅から八王子市役所を経由する路線だが、2006年（平成18年）9月1日に廃止された。現在は八王子駅と八王子市役所を結ぶ路線は存在せず、西八王子駅からの路線が運行している。
- 八27：京王八王子駅 - 八王子駅北口 - 本郷横丁 - 横川町住宅 - 三村橋 - 四谷 - 松枝住宅

2003年（平成15年）に恩方営業所から移管されたが、八王子市内に点在する「三住宅」路線の再編によって2005年（平成17年）9月1日に廃止された。
- 八44：京王八王子駅 - 八王子駅北口 - 八日町四丁目 - 浅川橋 - 馬場谷戸 - 谷野町 - 創価大正門東京富士美術館 - 純心女子学園

ひよどり山トンネル経由のひ01へ経路変更された。
- 大01：八王子駅北口 - 京王八王子駅 - 大和田 - 北八王子駅入口 - 石川町会館前 - 石川 - 宇津木台

東海大学八王子病院を経由しない便で、2020年（令和2年）3月のダイヤ改正時には設定があったものの、数週間後に新型コロナウイルス感染症の影響で特別ダイヤでの運行となった際に運休となり、その後のダイヤ改正時には設定が無くなった。しかし西東京バスからは公式発表が無いため、廃止されたか休止なのか不明である。
- 大04（初代）：八王子駅北口 - 京王八王子駅 - 大和田 - 北八王子駅入口 - 東海大学八王子病院 - 石川町会館前 - 石川

石川発着の区間便だが、2009年（平成21年）4月1日のダイヤ改正で日野駅まで延伸させ、大11へ代替廃止された。
- 大04（二代）：八王子駅北口 → 京王八王子駅 → 大和田 → 北八王子駅入口

北八王子駅行きの片道運行の区間便で2015年（平成27年）4月1日に新設された。前述の大05の出庫回送を営業化したものだったが、2020年（令和2年）3月のダイヤ改正時には設定があったものの、数週間後に新型コロナウイルス感染症の影響で特別ダイヤでの運行となった際に運休となり、その後のダイヤ改正時には設定が無くなった。しかし西東京バスからは公式発表が無いため、廃止されたか休止なのか不明である。
- 16号02：京王八王子駅 - 八王子駅北口 - 八日町四丁目 - 浅川橋 - 馬場谷戸 - 谷野町 - 創価大学栄光門

2009年（平成21年）4月1日のダイヤ改正で廃止された。
- 16号03：京王八王子駅 → 八王子駅北口 → 八日町四丁目 → 馬場谷戸 → 谷野町 → 創価大正門東京富士美術館 → 純心女子学園 → 滝山城址下 → 杏林大学

杏林大学発着は全路線が、杏林大学八王子キャンパスの移転によって2016年（平成28年）3月26日のダイヤ改正で廃止された。
- 16号05：戸吹 → 滝山城址下 → 純心女子学園 → 創価大正門東京富士美術館 → 谷野町 → 馬場谷戸 → 八日町四丁目 → 八王子駅北口 → 京王八王子駅

2022年（令和4年）4月1日のダイヤ改正で廃止された。戸吹からの片道運行で、みつい台は経由しなかった。
- 左02：八王子駅北口 - 八日町四丁目 - 浅川橋 - 馬場谷戸 - 村内ファニチャーアクセス - 左入 - 西武滝山台 - 拝島橋 - 啓明学園 - 拝島駅

八王子駅と拝島駅を八日町経由で結んでいた路線で、2000年（平成12年）4月1日に「左40」として青梅営業所より移管と同時に系統番号が変更された。2009年（平成21年）4月1日のダイヤ改正で廃止されたが、2012年（平成24年）4月1日にひよどり山トンネル経由のひ06として新設された。
- 左03：京王八王子駅 - 八王子駅北口 - 八日町四丁目 - 馬場谷戸 - 左入 - 純心女子学園 - 滝山城址下 - 杏林大学

杏林大学発着は全路線が、杏林大学八王子キャンパスの移転によって2016年（平成28年）3月26日のダイヤ改正で廃止され、戸吹発着へ変更された。
- 左04：拝島駅 → 啓明学園 → 拝島橋 → 西武滝山台（土曜・休日運休）
- 左04：左入 → 西武滝山台 → 拝島橋 → 啓明学園 → 拝島駅（土曜・休日運休）

2009年（平成21年）4月1日に左02の代替として新設したもので、拝島駅方向は左入始発、逆方向は西武滝山台終着だった。いずれも土曜・休日は運休で、僅か一年後の2010年（平成22年）4月1日のダイヤ改正で廃止された。
- 左05：拝島駅 - 小荷田 - 拝島会館 - 左入 - 純心女子学園（土曜運休）

2010年（平成22年）4月1日のダイヤ改正で左04の代替で新設されたもので、新たに休日にも設定された。2014年（平成26年）4月1日に高月02へ代替廃止された。
- 左41：サマーランド → 戸吹 → 滝山城址下 → 左入 → 馬場谷戸 → 浅川橋 → 八日町四丁目 → 京王八王子駅
- 左42：京王八王子駅 - 八王子駅北口 - 八日町四丁目 - 浅川橋 - 馬場谷戸 - 左入 - 滝山城址下 - 戸吹

2008年（平成20年）4月1日にひよどり山トンネル経由へ経路変更され、同時に左41がひ03、左42がひ01と杏林大学発着（左45）へ代替廃止された。
- ひ05（初代）：京王八王子駅 - 八王子駅北口 - 八王子郵便局 - 梅坪町 - 純心女子学園 - 杏林大学（休校日運休）

杏林大学発着は全路線が、杏林大学八王子キャンパスの移転によって2016年（平成28年）3月26日のダイヤ改正で廃止された。
- ひ05（二代）：京王八王子駅 - 八王子駅北口 - 八王子郵便局 - 谷野町 - 創価大正門東京富士美術館 - 純心女子学園

2022年（令和4年）4月1日のダイヤ改正で廃止された。
- 高月01：拝島駅 - 小川 - 高月 - 滝山城址下 - 杏林大学
- 雨01：拝島駅 - 小川 - 雨間 - 戸吹 - 杏林大学

杏林大学発着は全路線が、杏林大学八王子キャンパスの移転によって2016年（平成28年）3月26日のダイヤ改正で廃止された。高月01は戸吹発着へ変更された。
- 秋11：京王八王子駅 - 八王子駅北口 - 本郷横丁 - 東楢原 - 楢原町 - 谷戸 - 戸吹 - サマーランド
- 秋11：京王八王子駅 - 八王子駅北口 - 本郷横丁 - 東楢原 - 楢原町 - 谷戸 - 戸吹 - 戸吹スポーツ公園入口（戸吹湯ったり館） - サマーランド

サマーランド方面の路線再編によって2016年（平成28年）3月26日のダイヤ改正で廃止された。戸吹湯ったり館からスポーツ公園入口経由便も設定されていたがこちらも廃止されている。
- 市01：西八王子駅 - 市役所南 - 横川町住宅 - 三村橋 - 泉町住宅 - 四谷並木橋 - 松枝住宅

2022年（令和4年）9月12日のダイヤ改正で恩方営業所に移管された。
- 市11：京王八王子駅 - 八王子駅北口 - 本郷横丁 - 市役所入口・元本郷公園東 - 横川町住宅 - 三村橋 - 泉町住宅 - 四谷並木橋 - 松枝住宅

現在も運行している西八王子駅発着の市01と同じく、八王子市内に点在する「三住宅」路線の再編によって2005年（平成17年）9月1日に新設された。系統番号も当初は八28だったが、後に市11へ変更された。2022年（令和4年）4月1日に廃止され、陣11および市12（いずれも恩方営業所担当）に振り替えられた。
- 西10：西八王子駅 - 横川 - 三村橋 - 泉町住宅
- 西11：西八王子駅 - 横川 - 三村橋 - 泉町住宅 - 松枝橋 - 楢原町

八王子市内に点在する「三住宅」路線の再編によって2005年（平成17年）9月1日に両系統とも廃止された。
- 高18：高尾駅南口 - 高尾駅北口 - 元八事務所 - 四谷 - 松枝橋 - 楢原町

2005年（平成17年）4月11日に廃止された。
- 急行：八王子駅北口 - 八王子郵便局 -（ひよどり山トンネル）- 純心女子学園 - 杏林大学（休校日運休）

杏林大学発着は全路線が、杏林大学八王子キャンパスの移転によって2016年（平成28年）3月26日のダイヤ改正で廃止された。
- 直通：八王子駅北口 -（ひよどり山トンネル）- 創価大学栄光門（休校日運休）

2009年（平成21年）4月1日のダイヤ改正で廃止された。

### 夕やけ小やけ号
- 京王八王子駅 - 八王子駅北口 - 夕焼小焼 - 陣馬高原下（1982年 - 2006年）
- 京王八王子駅 - 八王子駅北口 - 夕焼小焼（2007年4月 - 5月）

2007年（平成19年）5月6日を最後に、ボンネットバスの老朽化によって運行を終了した。運行担当は楢原営業所だが車両は氷川車庫常駐だった。

## 楢原営業所中野学園車庫

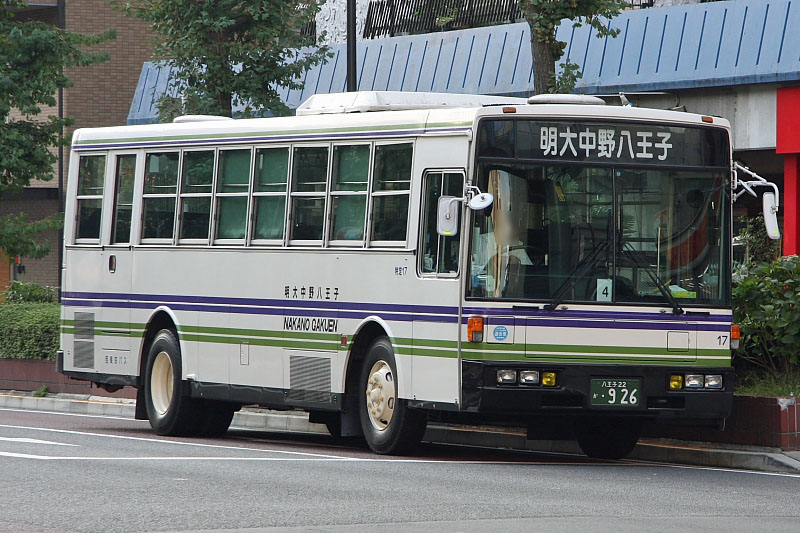
中野学園特定車両（特定17）※除籍済

「楢原営業所中野学園車庫」は学校法人中野学園が経営する明治大学付属八王子中学校・高等学校（東京都八王子市戸吹町1100）の構内に所在し、1994年（平成6年）9月1日より同校と八王子駅、拝島駅を結ぶスクールバスの運行を受託している。受託開始当初は社番の営業所記号はなく、車体には「特定」の文字と数字2桁の社番が書かれていたが、2010年（平成22年）に西東京バス全体で社番が数字5桁へ変更されたのに伴い、営業所記号としてMが付与され、社番も数字5桁に統一された。
受託開始時点では中野学園が所有していた自家用バス27台のうち21台（特定10～30で西日本車体工業製58MC車体架装の日産ディーゼル・U（P-U32L）のトップドア車）を継承し、事業用ナンバーに登録変更して運行していた。西工58MC車体の車両は西東京バス全体でも中野学園からの移籍車のみで、東日本では他に松本電鉄バス（現：アルピコ交通）が1993年（平成5年）に上高地線向けとして導入したいすゞ車でしか見られなかったため、非常に珍しい存在だった。翌年より西東京バス自社発注車の日産ディーゼル・UA（前中引戸車、富士重工車体）の導入が始まり、2003年（平成15年）には自社発注車に置き換えられた。元自家用バスの一部は琉球バスなどへ再移籍し、2010年（平成22年）まで活躍した。
その後、初期の自社発注車の経年による代替で、2008年（平成20年）から日野・ブルーリボンII、2013年（平成25年）からいすゞ・エルガが導入されている。

## 車両
2022年現在、国産4メーカーを採用している。
1995年までは、八王子地区（八王子営業所・楢原営業所）ではいすゞ自動車が指定メーカーであり、主に大型車のキュービックを導入していた。八王子営業所では富士重工製車体を導入していたが、楢原営業所では純正の川崎車体 → IKコーチで導入していた。
1995年からは親会社の京王電鉄バスや、西東京バスの他の営業所と同様に、日産ディーゼル（現：UDトラックス）製の中型長尺ワンステップバスJPの一括大量導入が開始された。1997年からは車椅子スロープ付き小型ワンステップバスのRNも導入され、狭隘路線や閑散路線で使用された。
1999年には、日産ディーゼル・UAフルフラットノンステップバス（Fタイプ、KC-UA460KAM）が4台（A5720～5723）、楢原営業所のみに配置された。2000年頃までは、西東京バスで導入する一般路線車両のほぼ全車が日産ディーゼル車となっていた。その後も日産ディーゼル製の大型ノンステップバス（UA・RA）が引き続き導入され､最後は2010年に3台導入された。楢原営業所のUA系は、西日本車体工業架装の1台（A50418）が残っていたが、2022年3月をもって運用離脱となった。
2001年からはいすゞ・エルガ、2004年からは統合車種の日野・ブルーリボンIIが導入開始された。UDトラックスのバス製造事業撤退後はこれらジェイ・バス製の車種が導入されている。ノンステップバスの大量導入により、2008年に大型ツーステップバスは淘汰された。
中でも、2004年に導入された日野・ブルーリボンII（KL-KV280L1改）は、楢原営業所にのみ新製配置された車種で、全国でも導入例が少なかったが、2022年に最後まで残っていた1台（A20406）が除籍され全廃となった。
2005年以降は、狭隘区間が多いため小型車のRNを使用する路線（暁21・市01など）の中型ノンステップ化が進められ、2005年には日野・レインボーHR（9m車）が集中配置された。このレインボーHRの9m車（PB-HR7JHAE）は、楢原営業所のみに新製配置された車種であったが、大半が恩方営業所に転出した後、2024年12月までに全車が除籍された。
これに引き続き、RNの代替のため、翌2006年にはいすゞ・エルガミオが新規導入された。また五日市営業所や氷川車庫から日産ディーゼル・スペースランナーRMが転属した。2009年からは日野・レインボーII（PDG-KR234J2）が導入され、RNは全車代替されている。
西東京バスの他の営業所と同様、長らく三菱ふそう車の配置はなかったが、2014年にエアロミディMK（TKG-MK27FH）が5台（A31451 - 31455）配置され、2015年にも2台（A31557・31558）導入されている。その後、2022年9月に全車が青梅営業所（現 青梅支所）に転出した。
2016年より、日野ブルーリボンハイブリッド（HL系）が継続的に導入されている。2020年7月には全国初のドライバー異常時対応システム（EDSS）搭載のハイブリッドバスが導入された。
中野学園車庫のスクールバス用特定車に関しては、#楢原営業所中野学園車庫の節を参照。
なお、過去に運行されていたボンネットバス「夕やけ小やけ号」は、運転業務は楢原営業所が担当していたが、車両は当初は恩方営業所に所属し、のち氷川車庫に転属している。

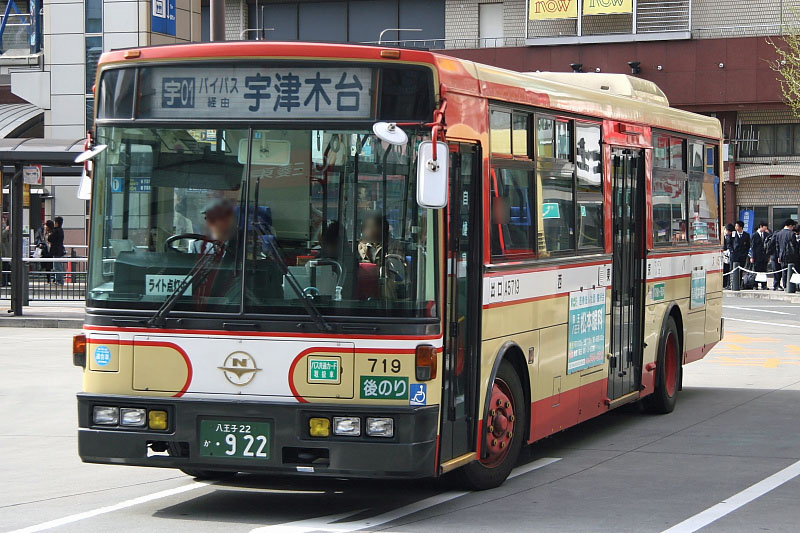
日産ディーゼル製中型長尺ワンステップバス (A5719)
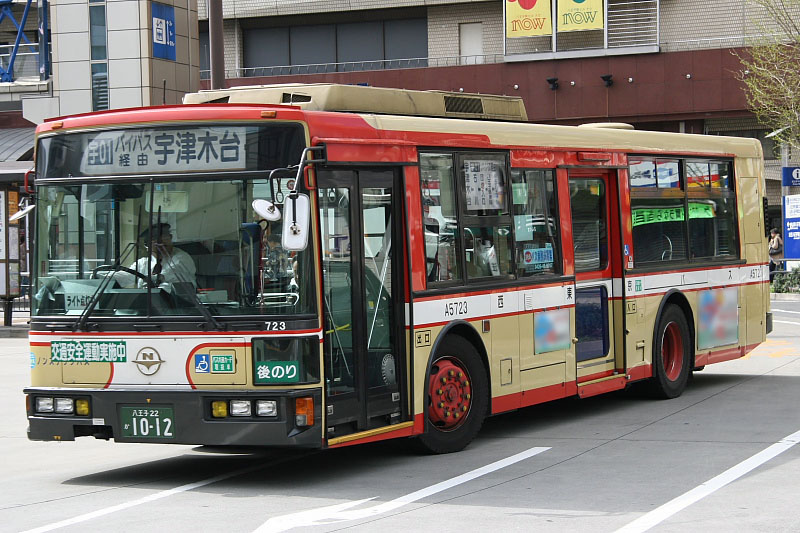
楢原営業所にのみ配置されたフルフラットノンステップバス (A5723)
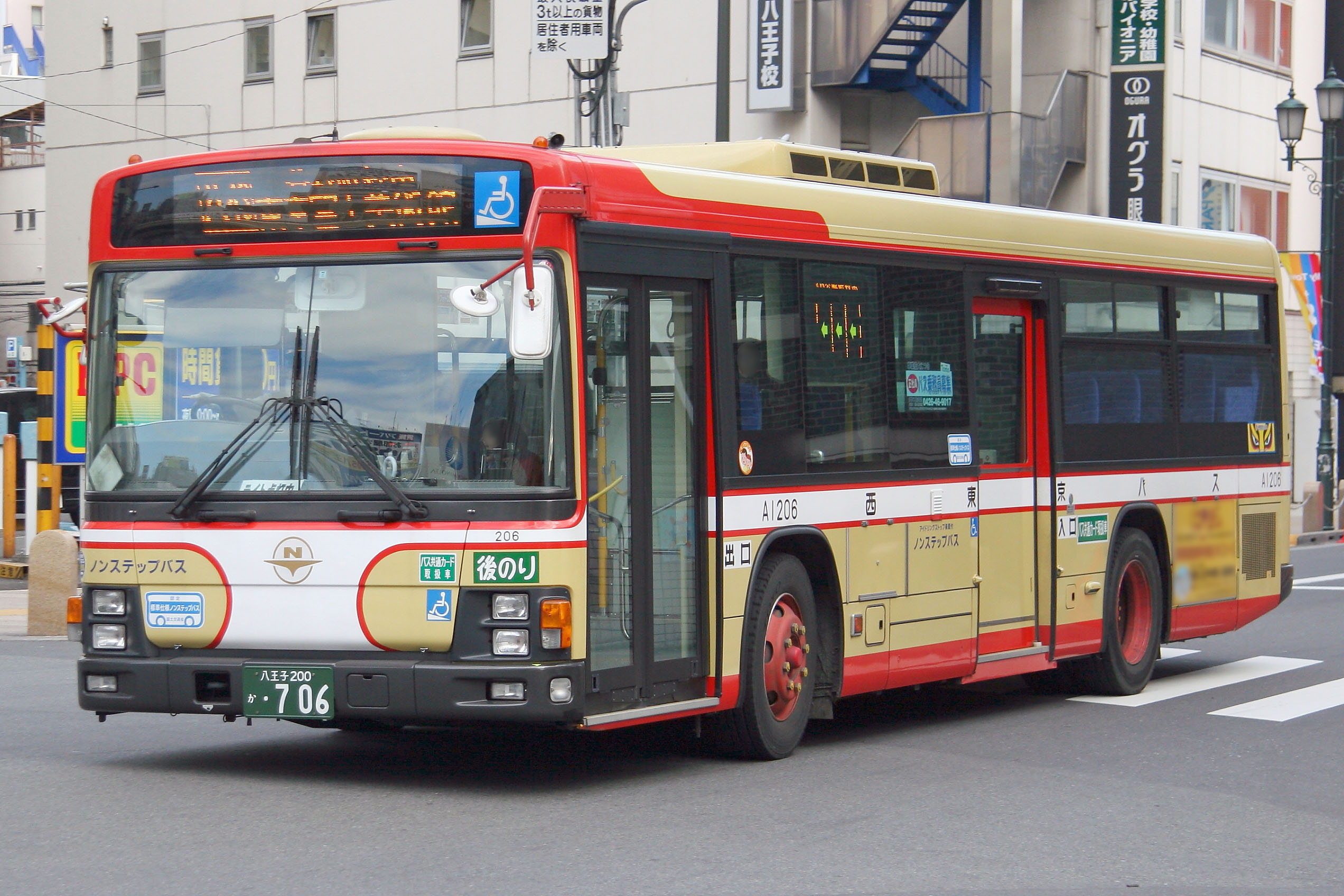
2004年に導入された日野自動車製ノンステップバス（A1206 → A20406）
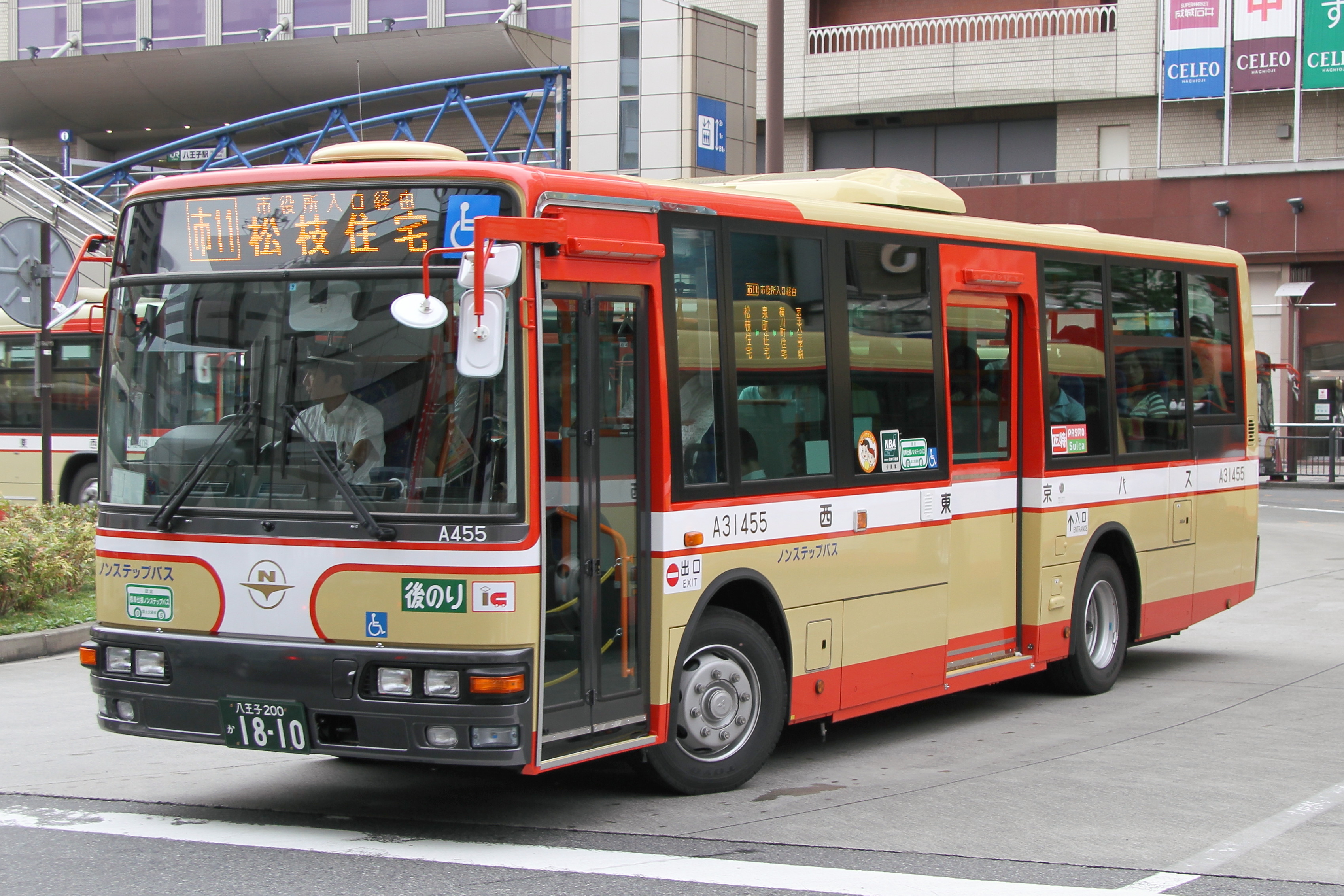
2014年に導入された三菱ふそう製中型路線車 (A31455)